# 岡山県道442号豊永赤馬長屋線
岡山県道442号豊永赤馬長屋線（おかやまけんどう442ごう とよながあこうまながやせん）は、岡山県新見市を通る一般県道である。

## 概要
新見市豊永赤馬から新見市長屋に至る。

### 路線データ
- 起点：岡山県新見市豊永赤馬（岡山県道58号北房川上線交点）
- 終点：岡山県新見市長屋（国道180号交点、岡山県道78号長屋賀陽線起点）
- 総延長：13.3 km

## 歴史
- 1974年（昭和49年）2月26日 - 岡山県告示第212号により認定される。
- 2005年（平成17年）3月31日 - 新見市と阿哲郡の全4町が対等合併して改めて新見市が発足したことに伴い全線が新見市域のみを通る路線になる。
- 2006年（平成18年）4月1日 - 県道の管理権限を岡山県から新見市へ移譲[注釈 1][1]。

## 路線状況

### 重複区間
- 岡山県道78号長屋賀陽線（新見市唐松 - 新見市長屋（終点））

### 道路施設

#### トンネル
- 東前寺隧道：延長97 m、1956年（昭和31年）竣工、新見市

## 地理

### 通過する自治体
- 新見市

### 交差する道路
| 交差する道路                                              | 交差する場所 | 交差する場所 |
| --------------------------------------------------------- | ------------ | ------------ |
| 岡山県道58号北房川上線 岡山県道320号若代方谷停車場線 重複 | 豊永赤馬     | 起点         |
| 岡山県道78号長屋賀陽線 重複区間起点                       | 唐松         |              |
| 国道180号 岡山県道78号長屋賀陽線 重複区間終点             | 長屋         | 終点         |

### 沿線
- 小阪部川ダム・美穀湖
- 新見市役所唐松市民センター